# Jette Bang
Jette Bang, nata Jytte Laub Bang (Frederiksberg, 4 febbraio 1914 – Copenaghen, 16 febbraio 1964), è stata una fotografa e regista danese.
Deve la sua notorietà alla vasta collezione sia di fotografie che di film da lei realizzati in Groenlandia, forse la prima ad aver ripreso i suoi abitanti originari, la loro vita, i loro riti, i loro volti, documentando la loro cultura e quella tradizione della caccia con le trappole, che stavano scomparendo a favore della modernizzazione. Probabilmente senza le sue immagini, quella memoria culturale sarebbe andata persa per sempre.

## Biografia
Figlia del tabaccaio Thomas Andreas (1878-1948) e di Margrethe Severine Haae Laub (1884-1954), crebbe nel quartiere di Christianshavn, creato dapprima come isola artificiale e porto nel XVII secolo ed in seguito inglobato nel tessuto urbano della capitale. L'abitazione della famiglia era situata proprio nei pressi della Piazza del commercio di Grønlandske, cioè proprio davanti al porto da cui la ragazza vedeva arrivare e partire, tra le altre, le navi verso la Groenlandia.
Studiò al Rysensteen Gymnasium dal 1932, completando la formazione in filosofia all'Università di Copenaghen nel 1935. Inoltre, studiò filosofia a Parigi e viaggiò per l'Europa, poi decise, mentre completava i suoi studi a Copenaghen, di studiare fotografia presso il collettivo fotografico danese, la prestigiosa società Jonals Co., probabilmente la più importante in quel paese in campo pubblicitario negli anni Venti e Trenta. L'agenzia era nota per essersi ispirata al movimento tedesco della Nuova oggettività. Questo aspetto compositivo, in bilico tra arte e documentazione, sarà un'impronta delle fotografie della Bang.
Nel 1936 si sentì pronta per affrontare il suo primo viaggio e propose di fotografare gli insediamenti al Consiglio della Groenlandia ma le venne rifiutato, probabilmente a causa della sua giovane età. Così decise di partire ugualmente autofinanziandosi. Documentò la vita eschimese e la cultura della caccia con le trappole che ormai stava per soccombere ai ritmi imposti dall'Europa e dalla modernizzazione. Rimase sull'isola otto mesi, viaggiò nelle slitte e condivise la stessa vita degli Inuit, arrivando in posti remoti insieme a loro. Delle 2 600 fotografie che aveva scattato e che riportò a casa ne scelse 400 per esporle al Statens Museum for Kunst nel 1937. Una selezione ulteriore di quelle foto venne infine pubblicata nel libro Groenlandia nel 1940, con una prefazione del Primo Ministro Thorvald Stauning. Grazie a quel volume, molti danesi si resero conto di cos'era quella lontana colonia che non conoscevano affatto e la sua impresa fece scalpore sui giornali dell'epoca. Non è azzardato affermare che le sue imprese contribuirono, in maniera prevalente, alla conoscenza della cultura della Groenlandia.
Bang tornò ancora nel 1937 in Groenlandia ma il suo film andò perduto. Nel 1938-39 il progetto per la realizzazione di un nuovo film venne approvato e fu dotata di attrezzature, oltre a quella personale, tra cui un motoscafo e illuminazione. In condizioni al limite della sopravvivenza, visse assieme agli indigeni, trascorrendo gran parte dell'inverno in una grotta scavata in terra di quattro metri quadrati. Il percorso previsto era un itinerario che con slitte postali attraversava la Baia di Melville da Qaanaaq, il cui nome un tempo era Thule, fino a Capo York. Anche se una parte del girato andò perduto, riuscì a montare il film a colori Inuit, considerato un grande risultato artistico quando fu proiettato in Danimarca nel 1948.
"La natura fredda e aspra ha costretto i groenlandesi a essere rapidi ed economici in ogni cosa", scrisse nel suo diario dal titolo 30.000 chilometri a velocità di lumaca del 1941, pubblicato assieme a varie immagini del film. "Questa ovvietà e semplicità in ogni questione è probabilmente una delle cose che fa sì che così tanti viaggiatori groenlandesi, e me con loro, si lascino trasportare dall'entusiasmo per la vita con loro. I problemi vengono semplificati e accantonati come irrilevanti per far posto a quest'unica cosa originale: mantenere la vita e portarla avanti. A volte mi sembrava una vergogna e una follia armeggiare con una cinepresa mentre tutti intorno a me erano impegnati in faccende importanti, come procurarsi cibo e vestiario per una casa". Queste furono alcune riflessioni a proposito di quel viaggio.
Bang avrebbe voluto ripartire e fare nuove riprese ma l'inizio della seconda guerra mondiale le impedì di realizzare i suoi progetti. Riuscì a pubblicare un libro illustrato dedicato agli studenti delle scuole danesi dal titolo Grønlænderbørn (Bambini groenlandesi) nel 1944 nel quale raccontava i suoi viaggi in quel continente/colonia danese, quasi del tutto sconosciuto alla maggioranza di loro. Al termine delle ostilità della guerra mondiale, fece altri cinque viaggi in Groenlandia ma la trasformazione sociale del paese e quella futura che si andava già prefigurando, furono per lei fonte di delusione così profonda da pubblicare un volume con molte foto nel 1961 dal titolo Grønland igen (Di nuovo in Groenlandia).
Nel 1959 Bang prese parte ad una delle molte spedizioni archeologiche di Peter Glob in Bahrein che lo tennero impegnato per un decennio e dal quale trasse il film Bedouin, pubblicato nel 1962. In quello stesso anno tornò di nuovo e per l'ultima volta in Groenlandia con l'intento di rifare le riprese a colori che erano andate perdute nel 1938 ma l'accentuarsi di una grave malattia le impedì di continuare. Il suo ultimo film sulla colonia danese uscì nel 1964 dal titolo Trommedans i Thule (Danza del tamburo a Thule).
Una parte delle sue immagini e dei suoi negativi sono conservati presso il Museo nazionale della Groenlandia, mentre la collezione più importante che comprende circa 12 000 immagini è conservata presso l'Arktisk Institut di Copenaghen. Il Museo nazionale danese nel 1999 ha dedicato alla fotografa e filmaker una retrospettiva dal titolo Jette Bang - amore per un popolo. Il Museo d'arte di Nuuk ha realizzato una mostra nel 2017 dedicata a due donne che hanno realizzato lavori fotografici in Groenlandia: le immagini bianconero di Jette Bang e quelle a colori più recenti di Kirsten Klein.